# Lijst van weg- en veldkapellen in Mook en Middelaar
Dit is een lijst van veldkapellen in de gemeente Mook en Middelaar. Kapelletjes komen vooral in het zuiden van Nederland voor en werden dikwijls gebouwd ter verering van een heilige.
| Kapel                                      | Adres          | Plaats    | Bouwperiode  | Architect  | Foto                                       |
| ------------------------------------------ | -------------- | --------- | ------------ | ---------- | ------------------------------------------ |
| Onze-Lieve-Vrouw-van-Lourdeskapel          | Eindweg 6      | Middelaar | 1887 en 1946 |            | Onze-Lieve-Vrouw-van-Lourdeskapel          |
| Kapel Brits oorlogskerkhof                 | Groesbeekseweg | Mook      |              |            | Kapel Brits oorlogskerkhof                 |
| Onze-Lieve-Vrouw van de Dwaallichtjeskapel | Mortel         | Mook      | 1890         |            | Onze-Lieve-Vrouw van de Dwaallichtjeskapel |
| Onze-Lieve-Vrouw-Sterre-der-Zeekapel       | Riethorsterweg | Plasmolen | 1955         | J. Coumans | Onze-Lieve-Vrouw-Sterre-der-Zeekapel       |

## Kapel aan de Bisseltsebaan
Aan de Bisseltsebaan ligt tussen Mook en Groesbeek aan de Gelderse kant vlak naast de provinciegrens de Boskapel de Biesselt.
Beek ·
Beekdaelen ·
Beesel ·
Bergen ·
Brunssum ·
Echt-Susteren ·
Eijsden-Margraten ·
Gennep ·
Gulpen-Wittem ·
Heerlen ·
Horst aan de Maas ·
Kerkrade ·
Landgraaf ·
Leudal ·
Maasgouw ·
Maastricht ·
Meerssen ·
Mook en Middelaar ·
Nederweert ·
Peel en Maas ·
Roerdalen ·
Roermond ·
Simpelveld ·
Sittard-Geleen ·
Stein ·
Vaals ·
Valkenburg aan de Geul ·
Venlo ·
Venray ·
Voerendaal ·
Weert